# Замора Федір Павлович
Фе́дір (Теодо́р) Па́влович Замо́ра (нар. 19 лютого 1887, Великі Бірки — 19 листопада 1937, Харків) — педагог та громадський діяч, делегат УНРади ЗУНР, голова Тернопільського повітового ревкому ГСРР.

## Ранні роки
Народився 19 лютого 1887 року на «Загреблі» в робітничій сім'ї. Батько Павло Замора працював на залізниці, мати Марцеля Дудар — домогосподарка.
Навчався в чотирикласній Великобірківській народній школі, яку успішно закінчив у 1899 році. Влітку 1900 року продовжив навчання в Тернопільській «І-й цісарсько-королівсьскій вищій гімназії», де з 1898 року відкрився набір в перші класи з «руським викладовим язиком» і яка з 1905/1906 року перетворилася в окрему Тернопільську Українську гімназію імені Франца-Йосифа". Після закінчення п'ятого класу за участь в підпільному гуртку виключений з гімназії та змушений податись до Перемишльської української гімназії (тепер Перемишль/Przemyśl, Польща), яку закінчив з відзнакою в 1907 році.

## Вища освіта й просвітницька діяльність
З грудня 1907 р. здобував вищу освіту на філософському факультеті Львівського університету. У студентські роки приятелював з багатьма, згодом відомими, людьми, зокрема Мирославом Січинським з яким ділив одну квартиру.

Університетський метрикул Ф. Замори. 1911.

У листопаді 1908 обраний головою товариства українських студентів Академічної громади, і віце-презесом «Українського студентського союзу» у Львові, що об'єднував усіх українських студентів Австро-Угорської імперії. Очоливши «Просвітній кружок», заснований на початку 1908 року студентом філософського факультету Іваном Крип'якевичем, активно займається просвітницькою роботою серед української робітничої молоді Львова . Подружившись з Лесем Курбасом, в майбутньому знаменитим українським актором і режисером, стає активним учасником драматичної комісії, де разом виступають з лекціями та організовують вистави серед студентської молоді.

## Учительські роки та служба в УГА

Федір Замора з першими матуристами ЗУНР. Городенківська українська гімназія ім. Т.Шевченка. 1919.

У жовтні 1918 року, пропрацювавши перед тим два роки вчителем в українській гімназії в м. Городенка (нині Івано-Франківська область), обраний делегатом до Установчих зборів Української Національної Ради, що відбувалися у Львові. На початку 1919 року делегат доповненої Української Національної Ради ЗУНР від Городенківського повіту.З початку червня 1919 року мобілізований до УГА. Будучи частково придатним за станом здоров'я до військової служби, зарахований молодшим писарем в третю бригаду генерала А. Кравса. Разом з частинами УГА у липні 1919 відійшов за Збруч.

## Військова служба
3 березня 1920 р. перейшов до третьої бригади Червоної Української Галицької Армії (ЧУГА), яка ввійшла в склад 14-ї червоної армії, де згодом призначений політкомісаром тієї ж бригади. Командир бригади генерал А. Кравс згодом так згадував про Ф. Замору:
| | \| Високоосвічена, ідейна людина, в першу чергу українець, щойно потім комуніст. Коли б комуністи були мали самих таких комісарів, їх влада була б побудована на граніті. Він зумів без насильства, без якихнебудь переслідувань чи шикан створити таке гармонійне співжиття і співпрацю, що вони ішли спокійно і без непорозумінь. Його виклади і промови ніколи не ображували ані не підбурювали, були пристосовані до галицької душі...[3]. \| |
| Високоосвічена, ідейна людина, в першу чергу українець, щойно потім комуніст. Коли б комуністи були мали самих таких комісарів, їх влада була б побудована на граніті. Він зумів без насильства, без якихнебудь переслідувань чи шикан створити таке гармонійне співжиття і співпрацю, що вони ішли спокійно і без непорозумінь. Його виклади і промови ніколи не ображували ані не підбурювали, були пристосовані до галицької душі.... | |

Коли 2-га та частина стрільців 3-ї бригади ЧУГА, під час наступу об'єднаних польсько-українських військ 23 квітня 1920 р., відкрила перед ними фронт, Ф.Замора перебуваючи в цей час в Києві на І конференції галицьких та буковинських комуністів негайно був направлений до свого військового з'єднання відновити там порядок. Але туди йому так і не вдалось дістатись. По дорозі, він потрапляє в полон до селянського повстанського загону, з якого його невдовзі відпускають.

## Освітянські роки

Ф. Замора серед старшокласників 6-ї труд. школи ім. І. Франка. Полтава 1923.

Літом 1920 разом з Галревкомом повертається в Галичину де 15 липня 1920 була проголошена ГСРР. До 4 вересня 1920 р. очолював Тернопільський повітовий ревком, але через постійні суперечки та незгоду з головою Галревкому Володимиром Затонським із національного та інших питань, призначений керівником повітового відділу народної освіти. Коли Галревком припинив існування, виїхав до Полтави, де з кінця 1920 по 1930 рік працював директором трудової школи № 6 ім. І.Франка, колишньої гімназії В. А. Морозівської. В той час перебував у дружніх стосунках з відомим педагогом Антоном Макаренко, який відвідуючи Полтаву часто зупинявся у родини Заморів.
Переїхавши в 1930 р. у Харків, призначений директором 18-ї трудової школи. Восени 1931 року арештований разом з академіками М.Грушевським та М.Яворським та ін. за звинуваченнями у їх спільній причетності до сфабрикованої «справи» т. зв. Українського Національного Центру (УНЦ), але за браком доказів звільнений із забороною проживання у 16 містах України. Вимушений покинути Україну, перебирається до м.Бєлгород РРФСР де вчителював в одній із шкіл.

## Арешти й поневіряння

Довідка про посмертну реабілітацію.1988.

13 серпня 1937 року, відвідуючи рідних у Харкові, підступно арештований НКВС як «ворог народу», разом з дружиною Софією Левицькою за необґрунтованими звинуваченнями в участі у «контрреволюційній українській націоналістичній фашистській організації». Через чотири місяці по тому, витерпівши страшні тортури, розстріляний у Харківській катівні. Реабілітований постановою президії Харківського обласного суду 17 жовтня 1988 року